# PJ McCabe
PJ McCabe (* 1987 in Philadelphia) ist ein US-amerikanischer Filmschauspieler,  Drehbuchautor und Filmregisseur.

## Leben
PJ McCabe wurde 1987 in Philadelphia geboren. In den Anfängen seiner Laufbahn als Schauspieler war er in den Miniserien The Minutes Collection und Still Life und in zwei Folgen von American Vandal zu sehen. Zudem stand er für den Kurzfilm The Robbery von Jim Cummings vor der Kamera und später auch in dessen Horrorkomödie The Wolf of Snow Hollow.
Sein Film Der Betatest, bei dem McCabe gemeinsam mit Cummings Regie führte und auch das Drehbuch schrieb, wurde im Juni 2021 im Rahmen der Internationalen Filmfestspiele Berlin in der Sektion Encounters vorgestellt . Der Thriller, mit Olivia Applegate und Virginia Newcomb neben McCabe und Cummings in den Hauptrollen, erzählt von Jordan Hines, der in einer Talentagentur arbeitet und demnächst heiraten will. Als Hines eine mysteriöse Nachricht erhält, in der er zu einem sexuellen Stelldichein eingeladen wird, er jedoch keine Ahnung hat, von wem die Nachricht stammt, gerät seine Welt aus den Fugen.

## Filmografie (Auswahl)
- 2015: Slumlord
- 2017: The Robbery (Kurzfilm)
- 2017: It’s All Right, It’s Ok (Kurzfilm)
- 2017: The Minutes Collection (Fernsehserie)
- 2017: Still Life (Fernsehserie)
- 2017–2018: American Vandal (Fernsehserie, 2 Folgen)
- 2019: The Wolf of Snow Hollow
- 2020: The Block Island Sound
- 2021: Der Betatest (The Beta Test, auch Regie und Drehbuch)
- 2025: Redux Redux (als Produzent)